# Годзешувек
Годзешувек (пол. Godzieszówek) — село в Польщі, у гміні Стшегом Свідницького повіту Нижньосілезького воєводства.
Населення — 139 осіб (2011).
У 1975-1998 роках село належало до Валбжиського воєводства.

## Демографія
Демографічна структура станом на 31 березня 2011 року:
|          | Загалом | Допрацездатний вік | Працездатний вік | Постпрацездатний вік |
| -------- | ------- | ------------------ | ---------------- | -------------------- |
| Чоловіки | 71      | 10                 | 53               | 8                    |
| Жінки    | 68      | 14                 | 39               | 15                   |
| Разом    | 139     | 24                 | 92               | 23                   |